# Brookville (Nova York)
Brookville és una població dels Estats Units a l'estat de Nova York. Segons el cens del 2000 tenia 2.126 habitants.

## Demografia
Segons el cens del 2000, Brookville tenia 2.126 habitants, 631 habitatges, i 569 famílies. La densitat de població era de 204,7 habitants/km².
Dels 631 habitatges en un 49,9% hi vivien nens de menys de 18 anys, en un 82,9% hi vivien parelles casades, en un 4,9% dones solteres, i en un 9,8% no eren unitats familiars. En el 7,9% dels habitatges hi vivien persones soles el 4,6% de les quals corresponia a persones de 65 anys o més que vivien soles. El nombre mitjà de persones vivint en cada habitatge era de 3,35 i el nombre mitjà de persones que vivien en cada família era de 3,49.
Per edats la població es repartia de la següent manera: un 32,8% tenia menys de 18 anys, un 4,4% entre 18 i 24, un 26% entre 25 i 44, un 25,1% de 45 a 60 i un 11,8% 65 anys o més.
L'edat mediana era de 39 anys. Per cada 100 dones de 18 o més anys hi havia 90,7 homes.
Entorn de l'1,4% de les famílies i el 2,9% de la població estaven per davall del llindar de pobresa.